# 浅色锯齿蛤
浅色锯齿蛤（学名：Crenatula modiolaris），是莺蛤目障泥蛤科辐泥蛤属的一种。主要分布于中国大陆、台湾，生活在海绵中。